# DDX5
 Предполагаемая АТФ-зависимая РНК-геликаза DDX5, известная также как  белок бокса DEAD 5  или  РНК геликаза p68  — фермент, кодируемый у человека геном  DDX5.

## Функция
Белки DEAD бокса, характеризующиеся консервативным мотивом Asp-Glu-Ala-Asp (DEAD), и предположительно являются РНК геликазами . Они участвуют во многих клеточных процессах, таких как изменения вторичной структуры РНК, инициация трансляции, ядерный и митохондриальный сплайсинг, сборки рибосом и сплайсосом. Основываясь на характере их распространения, некоторые члены этого семейства, как полагается, участвует в эмбриогенезе, сперматогенезе а также клеточном росте и делении. Этот ген кодирует белок DEAD бокса, являющийся РНК-зависимой АТФазой, а также связанным с пролиферацией ядерным антигеном, специфически реагирующим на опухолевый антиген обезьяньего вируса 40. Этот ген состоит из 13 экзонов, есть несколько вариантов сплайсинга, содержащие последовательности интронов, но изоформы, кодируемые этими транскриптами, обнаружены не были.

## Взаимодействия
DDX5, как было выявлено, взаимодействует с:
- AKAP8,[2]
- DDX17 (р72),[3]
- DHX9 (РНК геликазы),[4]
- ESR1,[5][6]
- Фибрилларин,[7]
- HDAC1,[8]
- NCOA1,[9]
- NCOA2,[9]
- NCOA3,[9]
- p53,[10]
- CTCF.[11]